# Isabella Crettenand-Moretti
Ne pas confondre avec Isabelle Moretti, harpiste française.
Pour les articles homonymes, voir Crettenand et Moretti.
Isabella Crettenand-Moretti, est une sportive de ski-alpinisme, de VTT marathon et course en montagne. Née le 26 août 1963, elle vit actuellement sur la commune de Sion dans le canton du Valais.
Sa sœur jumelle, Cristina Favre-Moretti est également championne en sports d'endurance.

## Palmarès (sélection)

### Athlétisme
En 1989, elle remporte le Giro Media Blenio et, en 1990, elle termine 17e aux championnats d'Europe d'athlétisme sur 10 000 mètres. En 1990 et 1991, elle remporte la course Morat-Fribourg. Elle prend la 23e place au classement féminin du championnat du monde de course sur route en 1991 et la 55e place au championnat du monde de semi-marathon de 1992 à South Shields. Elle participe sept fois aux championnats du monde de cross-country, avec une 51e place à Auckland en 1988 comme meilleure place.
En 1995 et 1996, elle remporte la course du Cervin, en 1996 le marathon de la Jungfrau et la course du glacier, et en 1997, elle se classe troisième au Trophée européen de course en montagne.
Elle remporte les championnats suisses six fois sur 10 000 mètres (1989-1994), deux fois au semi-marathon (1993, 1994), une fois dans la course de fond (1991) et trois fois dans la course de montagne (1994-1996). Elle participe à de nombreuses courses réputées en établissant un temps qui mettra parfois 20 ans à être amélioré comme Sierre-Zinal ou Thyon-Dixence.

#### Quelques records personnels
- 1 500 m : 4 min 16 s 49, 24 juin 1989, Lucerne en Suisse
- 3 000 m : 9 min 08 s 00, 28 juin 1988, Gävle en Suède
- 5 000 m : 15 min 48 s 82, 20 juin 1990, Bratislava en Slovaquie
- 10 000 m : 32 min 57 s 20, 14 juin 1989, Coblence en Allemagne
- 15 km sur route : 50 min 33 s, 13 octobre 1991, Nieuwegein (Record Suisse) aux Pays-Bas
- Semi-marathon : 1 h 13 min 49 s, 30 mars 1996, Ibach en Suisse

### Ski alpinisme
- 2004 :
  - 1re au Championnat du Monde en relais avec Catherine Mabillard et Cristina Favre-Moretti[4]
  - 1re au Trophée des Gastlosen, avec Cristina Favre-Moretti[5]
  - 2e au Championnat du Monde en vertical race[6]
  - 2e au Championnat du Monde par équipe avec Jeanine Bapst[7]
  - 3e au Championnat du Monde en individuel[8]
  - 3e au Championnat du Monde en combiné
- 2005 :
  - 1re au Championnat d’Europe par équipe avec Cristina Favre-Moretti
  - 1re au Championnat d’Europe en relais avec Cristina Favre-Moretti et Gabrielle Magnenat
  - 1re à la Pierra Menta avec Cristina Favre-Moretti[9]
  - 2e, au Championnat d’Europe en combiné
  - 3e au Championnat d’Europe en individuel
  - 4e au Championnat d’Europe en vertical race

#### LaPatrouille des Glaciers
- 2004 : 1re et record de la course, avec Catherine Mabillard et Cristina Favre-Moretti
- 2008 : 3e avec Catherine Mabillard et Cristina Favre-Moretti

### Autres courses
- 2010 : 1re à l'Iron-Terrific de Crans-Montana[10]

### VTT cross country

#### Grand Raid Cristalp
- 1999 : 1re, 131 km
- 2003 : 2e, 131 km